# 白山殖産
白山殖産株式会社（しらやましょくさん－、英: Shirayama Shokusan Company Limited）は、大阪市西成区津守に本社を置く不動産会社である。
英国において旧グレーター・ロンドン・カウンシル（大ロンドン議会）庁舎のロンドン・カウンティ・ホールを買収し、所有している。

## 概要
白山家は江戸時代より津守新田の経営を行っており、近代になってからは津守の大地主として、白山殖産を設立し不動産業（都市開発）を営んでいる。

## 歴史
1637年（寛永14年）に淡路島にある白山神社の宮司の弟が、大坂瓦町の炭問屋である炭屋久右衛門の養子になり、炭屋五郎兵衛（すみやごろうべい、1690年死去）と改名し、炭問屋から廻船問屋へ業容を拡大したのが、白山家の始まりである。2代目炭屋五郎兵衛（1721年死去）により廻船問屋への移行が進み、更に3代目炭屋五郎兵衛の時代には両替商へ転身し、1761年（宝暦11年）には江戸幕府より御用金1万両を命ぜられるほどに財をなしていた。4代目炭屋五郎兵衛（1785年死去）は幕府より大坂所払いの処分を受け堺に移り、白山清右衛門（しろやまきちうえもん）に改名し、医術を学び、白山大中と改名し医院を開業する。その後1783年（天明3年）に処分が解け大坂に戻るが、妻が津守新田開発をしていた豪商の袴屋弥右衛門の娘である縁より、1784年（天明4年）に津守新田を譲渡され、以後新田経営を行っていく。
江戸末期には、主たる事業を札差から新田開発、都市開発といった不動産業へ移行し、1921年（大正10年）には白山殖産株式会社が設立される。
その後は海外にも進出しており、1993年には廃止されたグレーター・ロンドン・カウンシル（大ロンドン議会）庁舎のロンドン・カウンティ・ホールを買収した。また、2007年（平成19年）には特許分析・調査を事業とする株式会社パテント・リザルトを設立するなど、事業の多角化も行われている。

## 拠点・事業

### 白山殖産
- 本社：大阪府大阪市西成区津守2-3-23
- スポーツ事業本部：大阪府豊中市曽根東町3-3-22[10]
  - スポーツクラブ「エル・エスト豊中」：豊中市曽根東町3-3-22
  - スポーツクラブ「エル・エスト東大阪」：東大阪市高井田本通5-3-27
  - スポーツクラブ「エル・エスト夙川」：西宮市神楽町9-5

### 子会社
- 株式会社パテント・リザルト[11]（100%子会社）：東京都文京区本郷2-15-13 お茶の水ウイングビル5階